# Dizelski letalski motor
Dizelski letalski motor tudi aero dizel je dizelski motor, ki se uporablja na zrakoplovih kot so letala in cepelini. Čeprav obstajajo že od 20. let dvajsetega stoletja, se zaekrat še ne uporabljajo prav pogosto. 
Prednosti dizelskih motorjev v primerjavi z bencinskimi so:
- Precej manjša poraba goriva (tudi več kot 40 %)
- Poleg dizelskega goriva lahko delujejo tudi na kerozin; obe gorivi sta dostopni, medtem ko letalski bencin ni na voljo povsod
- Dizelsko gorivo in kerozin sta manj vnetljivi gorivi, kar povečuje varnost
- Večina motorjev ima dodan FADEC, kar poenostavi rokovanje z motorjem

Slabosti dizelskih motorjev so:
- Večja specifična teža goriva, kar pomeni večjo maso goriva pri isti prostornini
- Možnost težav z zgostitvijo dizelskega goriva v zelo hladnem vremenu ali na večjih višinah
- Večja masa v primerjavi z bencinskim motorjem
- Prve različice dizelskih motorjev so bile manj zanesljive od bencinskih

Prvi uspešen let dizelskega motorja je bil 18. septembra 1928 na letalu Stinson model SM-IDX "Detroiter,". Najbolj znana dizelska motorja iz 1920-1930ih sta zračnohlajeni zvezdasti motor Packard in Junkers Jumo 205. Trimotorni Blohm & Voss Bv 138 za patruliranje morja je uspešno deloval z motorji Junkers Jumo 207. V Britaniji je Napier & Son licenčno gradili Junkers Jumo 204 kot Napier Culverin.
Na cepelinih so se uporabljali motorji Daimler-Benz DB 602.
V Sovjetski zvezi so zgradili Petljakov Pe-8 z dizelskimi motorji Čaromski AČ-30. Zgradili so tudi srednji bombnik z dolgim dosegom Ermolajev Er-2 z dizelskimi motorji. Drugi izdelovalci so bili francoski Societé des Avions Marcel Bloch na bombniki MB203 in Royal Aircraft Establishment na letalu Hawker Horsley.
Po vojni je bil razvoj dizelskih motorjev počasen, predvsem zaradi pojava reaktivnih in turbopropelerskih motorjev, ki so bil zelo lahki in zanesljivi. 
Pozneje v 1980 in 1990-ih so se začeli pojavljati v letalih splošne aviacije. Razlog je bilo pomanjkanje letalskega bencina na nekaterih letališčih in velik napredek avtomobilskih dizelskih motorjev.
Prvi izdelovalec, ki je dobil certifikacijo za športna letala, je bil Thielert z motorji Centurion. Izdelovali so štiritaktne, vodno hlajene turbodizle z reduktorjem, ki poganja propeler s konstantnimi vrtljaji. Propeler se vrti z 2300 obr./min, gred motorja pa s 3900 obr./min. Bili so zasnovani na podlagi avtomobilskega motorja Mercedes OM668 in so lahko delovali na kerozin ali pa dizelsko gorivo. Prvi motor je imel delovno prostornino 1,7 l in moč 135 KM. Namestili so ga na letala Cessna 172 in Piper Cherokee, ki so prvotno imeli Lycoming O-320 s 160 konjskimi močmi in skoraj trikrat večjo delovno prostornino. Pomemben del motorja je tudi dvokanalni FADEC, ki poenostavi uporabo motorja in omogoča upravljanje le z ročico za plin.
Z razvojem manjših letal, kot so amatersko grajena in ultralahka letala so nekateri proizvajalci izdelali tudi dvotaktne dizelske motorje.